# تل أيوب (لبنان)
تل أيوب هو موقع أثري على بعد كيلومترين شمال بر الياس في محافظة البقاع اللبنانية. تشير التواريخ في مكان دراسة الموقع الأثري إلى العصر الحجري الحديث على الأقل.

## الحفريات
كانت أول حفريات متخصصة في الموقع سنة 1930، قام بها فريق أركيولوجي متخصص في علم الآثار، تكون فريق علم الآثار الذي ذهب لاستكشاف ودراسة الموقع، من أوغست بيرجي، هنري فليش، لورين كوبلاند وبيتر ويسكومب.

## روابط خارجية
- Lebanon's Archeological Heritage